# 中共豫区执行委员会
中共豫区执行委员会（简称中共豫区执委）是中国共产党创立初期的区执行委员会之一，主要领导中共在河南的工作。

## 历史
1925年中共四大前后，中共中央先后派马文彦、黄平万、李震瀛、杨介人、张昆弟、王荷波等人到河南建立中共地方组织，这些地方组织当时属中共北京区执委领导。1925年10月，中共豫陕区执行委员会（豫陕区执委）在郑州成立，隶属于中共中央，同时接受中共北方区执委的指导。王若飞任书记。1926年3月，豫陕区执委改组，王若飞调往中共中央秘书长，汪泽楷任书记。
1926年8月，中共中央决定撤销豫陕区执委，原豫陕区执委改组为中共豫区执行委员会（豫区执委），另建中共陕甘区执委。汪泽楷继任书记。1927年4月，全区党员达1300名。
1927年6月，豫区执委改组成为中共河南省委。

## 主要成员

### 豫陕区执行委员会（1925年10月－1926年8月）
- 书记：王若飞、汪泽楷
- 委员：王若飞、黄平方、李求实、彭泽湘、李震瀛、汪泽楷、王克新、胡伦、张景曾、肖人鹄、张霁帆、冯品毅

### 豫区执行委员会（1926年8月－1927年6月）
- 书记：汪泽楷、张景曾（代理）
- 委员：汪泽楷、张景曾、肖人鹄、胡伦、汪后之、李凌霄
- 组织：张景曾
- 农运：肖人鹄
- 军运：胡伦、肖人鹄（代理）
- 学运：汪后之
- 妇女：李凌霄

## 直属地执委、县（市）委、支部
至1927年6月为止，中共豫区执委下属有7个地执委、1个市委、2个县委，并直属4个特别支部、6个支部。
| - 郑州地方执行委员会（1926年10月－1926年3月） - 开封地方执行委员会（1925年10月－1927年6月） - 信阳地方执行委员会（1925年10月－1926年6月；1926年9月－1927年6月） - 焦作地方执行委员会（1925年10月－1927年6月） - 卫辉地方执行委员会（1925年秋－1927年6月） - 洛阳地方执行委员会（1926年1月－3月） - 杞县地方执行委员会（1926年2月－1927年6月） - 西安特支→西安地执委（1925年10月－1926年8月） - 彰德特别支部（1925年秋－1926年冬） - 彰德地方执行委员会（1926年冬－1927年6月） | - 许昌地方执行委员会（1926年11月－1927年6月） - 三原特别支部（1925年12月－1926年1月） - 赤水特别支部（1925年12月－1926年1月） - 徐州特别支部（1925年11月－1926年3月） - 石固南寨支部（1925年秋－1926年1月） - 漯河车站支部（1925年10月－1927年2月） - 许昌碾上村支部（1926年春－8月） - 许昌戴村支部（1926年春－8月） - 长葛县支部（1926年4月－8月） - 南阳支部（1926年5月－1927年2月） - 郑州市委员会（1926年9月－1927年6月） - 郾城县委员会（1927年2月－6月） - 睢县委员会（1927年3月－6月） | - 驻马店特别支部（1926年10月－1927年6月） - 洛阳支部、洛阳特别支部（1925年10月－1926年1月；1927年1月－6月） - 桐柏县特别支部（1927年4月－6月） - 永成县城支部（1927年1月－6月） - 商丘县城支部（1927年4月－7月） - 扶沟支部（1927年3月－7月） - 豫东农民自卫军领导组临时支部（1927年4月－5月） - 临颖县支部（1927年5月－7月） - 郾城支部（1926年10月－1927年2月） - 郾城县老官田支部（1927年1月－2月） - 潢川特别支部（1926年12月－1927年6月） - 固始城关支部（1927年春－7月） |